# 叶雨文
叶雨文（1916年—2001年），男，广东梅县人，马来西亚归侨，中国药理学家，曾任湖南医学院教授、博士生导师。